# 786 до н. е.

## Події
- Єровоам ІІ став царем Ізраїлю. Розквіт його держави;
- Антіох, легендарний цар Мессенії (Греція).